# حيوان الأحمال

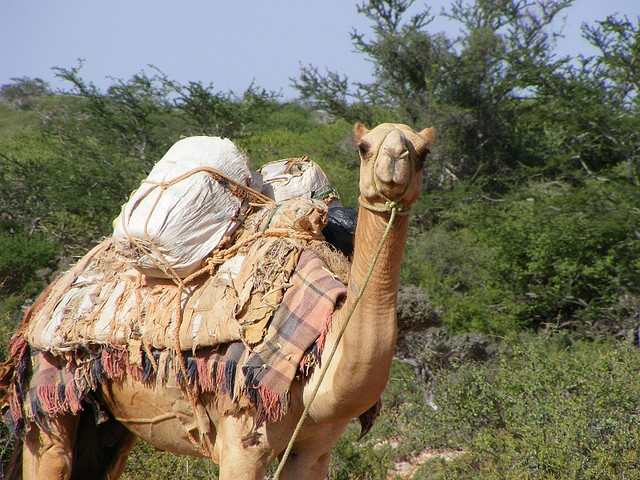
جمل لنقل البضائع في الصومال

حيوان الحمولة هو حيوان يستعمل من قبل البشر لتأدية الأعمال الشاقة كنقل الأغراض حيث تربط على ظهر الحيوان. يمكن إطلاق هذه التسمية على مفرد الحيوان أو على مجموعة معينة من الحيوانات. و تسمية حيوان الحمولة أو الناقلة أو الحاملة مختلفة عن الحيوانات الجارة و التي هي الحيوانات التي تجر الحمولة ورائها كالمحاريث و العربات.
تستغل الكثير من الحيوانات ذي الحوافر للحمل و تشمل الفيلة، الجمال، القطاس , غزلان الرنة، الماعز، جاموس الماء, اللاما بالإضافة إلى الكثير من الخيليات الأليفة.

## حيوان الأحمال حسب المنطقة
- جبال الأنديز : اللاما والحمير والبغال.
- المنطقة القطبية الشمالية : الكلاب والرنة.
- أفريقيا الوسطى : وأفريقيا الجنوبية : الثيران والبغال والحمير.
- آسيا الوسطى : جمل ذو سنامين وقطاس والبغال والحمير.
- أوراسيا : حمار والثور والحصان.
- أمريكا الشمالية : حصان وبغل وحصان.
- شمال أفريقيا والشرق الأوسط : جمل عربي.
- أوقيانوسيا : حمار وجمل عربي وبغل وثور.
- جنوب آسيا وجنوب شرق آسيا : فيل هندي وجاموس الماء وقطاس.